# هارولد كوشنر
هارولد كوشنر (بالإنجليزية: Harold Kushner)‏ هو كاتب وحاخام أمريكي، ولد في 1935 في بروكلين في الولايات المتحدة.